# Yōko Sugi
Yōko Sugi (杉葉子 Sugi Yōko?) (n. 28 octombrie 1928, Tokyo⁠(d), Tōkyō, Japonia – d. 15 mai 2019, Tōkyō, Japonia) a fost o actriță de film japoneză.

## Biografie
Yōko Sugi s-a născut la 28 octombrie 1928 în actualul sector special Bunkyō al metropolei Tokyo și a absolvit cursurile Liceului Japonez din Shanghai în 1945. După ce s-a întors în Japonia în 1947, Sugi s-a înscris la ediția a II-a a concursului Toho New Face și, după ce a câștigat, s-a alăturat companiei Tōhō. A devenit curând populară ca o actriță calmă și rafinată și s-a făcut remarcată prin interpretările ei în filme care urmăreau trecerea de la copilărie la vârsta adultă, în special în La Montagne bleue (青い山脈 Aoi sanmyaku?, 1949), regizat de Tadashi Imai. A jucat apoi alături de Setsuko Wakayama și de Toshirō Mifune (cu care a rămas prietenă timp de mulți ani) în filmul Ishinaka sensei gyojoki (1950).
S-a căsătorit cu un american în 1962 și apoi a renunțat la cariera cinematografică și s-a mutat în Los Angeles unde a lucrat ca director de relații publice la Hotelul New Otani. A revenit în Japonia și a apărut în filmul Un homme en extase (恍惚の人 Kōkotsu no hito?) (1973), regizat de Shirō Toyoda, inspirat dintr-un roman al lui Sawako Ariyoshi, în rolul unei femei care are grijă de tatăl ei vitreg senil. A fost numită în anul 2005 în funcția de reprezentant cultural japonez în Statele Unite ale Americii, fiind încadrată în Agenția pentru Afaceri Culturale a Japoniei.
S-a mutat înapoi în Japonia în 2017 și a murit la 15 mai 2019 la Tokyo din cauza cancerului de colon. Ea a apărut în peste 70 de filme între 1948 și 1994.

## Filmografie

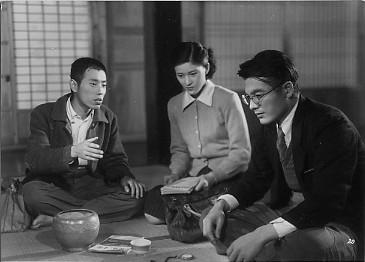
Isao Kimura, Yōko Sugi și Eiji Okada în The School of Echoes (1952).

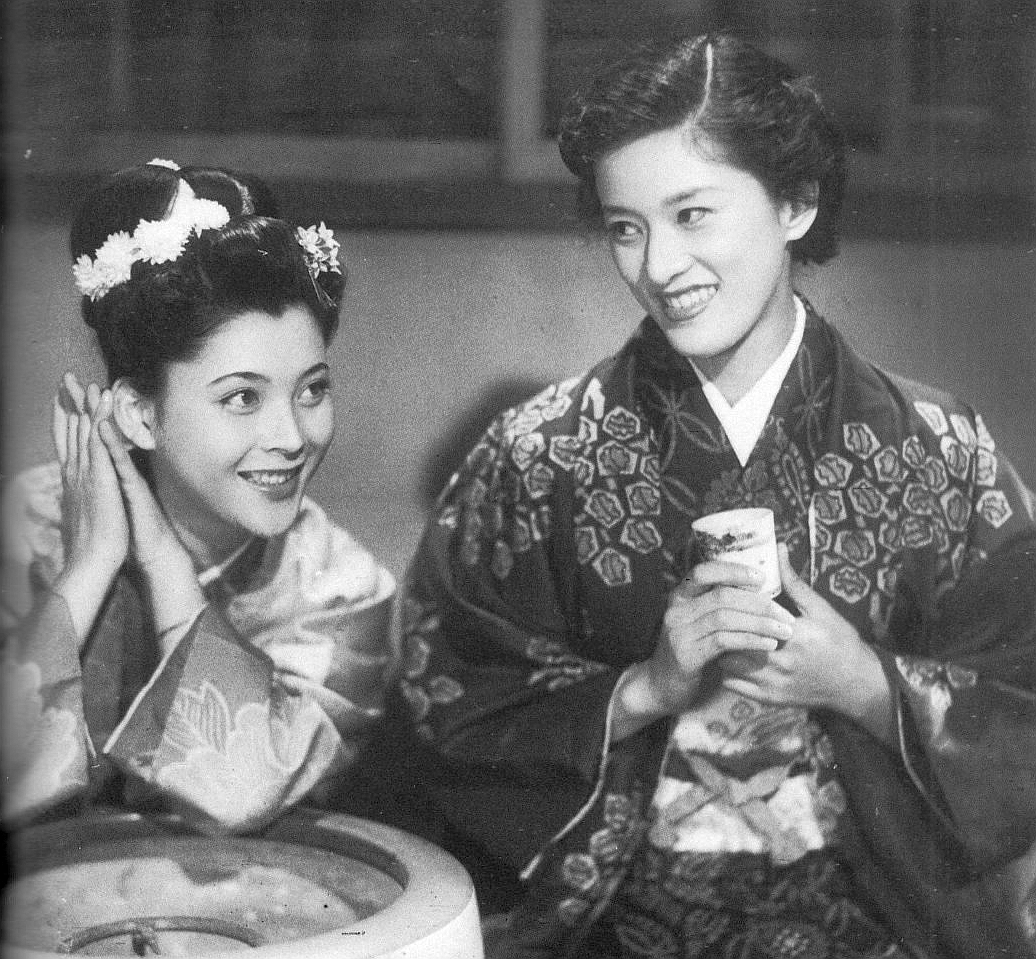
Mariko Okada și Yōko Sugi în Un cuplu (1953).

În afara unei indicații contrare, filmografia lui Yōko Sugi a fost stabilită potrivit bazei de date JMDb.
- 1948: L'Ange ivre (酔いどれ天使 Yoidore tenshi?), regizat de Akira Kurosawa - dansatoare (nemenționată)[8]
- 1949: La Montagne bleue (青い山脈 Aoi sanmyaku?), regizat de Tadashi Imai - Shinko Terazawa
- 1949: La Montagne bleue, partie 2 (続青い山脈 Zoku aoi sanmyaku?), regizat de Tadashi Imai - Shinko Terazawa
- 1949: Le Visage d'une femme (女の顔 Onna no kao?), regizat de Tadashi Imai
- 1950: Rapport sur la conduite du professeur Ishinaka (石中先生行状記 Ishinaka sensei gyojoki?), regizat de Mikio Naruse[9]
- 1950: Hakuchū no kettō (白昼の決闘?), regizat de Kiyoshi Saeki
- 1950: Tsuma to jokisha (妻と女記者?), regizat de Yasuki Chiba
- 1950: Subarashiki kyūkon (素晴らしき求婚?), regizat de Motoyoshi Oda
- 1950: Poursuite à l'aube (暁の追跡 Akatsuki no tsuiseki?), regizat de Kon Ichikawa
- 1950: Gunkan sudeni kemuri nashi (軍艦すでに煙なし?), regizat de Hideo Sekigawa
- 1951: Wakai musumetachi (若い娘たち?), regizat de Yasuki Chiba
- 1951: Gion monogatari: Haru urami (祇園物語 春怨?), regizat de Isamu Kosugi
- 1951: Mesu o motsu shojo (メスを持つ処女?), regizat de Motoyoshi Oda
- 1951: Sengoha obake taikai (戦後派お化け大会?), regizat de Kiyoshi Saeki[10]
- 1951: Wakōdo no uta (若人の歌?), regizat de Yasuki Chiba
- 1951: Le Repas (めし Meshi?), regizat de Mikio Naruse - Mitsuko Murata
- 1951: Sekidōsai (赤道祭?), regizat de Kiyoshi Saeki
- 1951: La Marche nuptiale (結婚行進曲 Kekkon koshinkyoku?), regizat de Kon Ichikawa
- 1952: Seishun kaigi (青春会議?), regizat de Toshio Sugie - Kumiko
- 1952: Monsieur Lucky (ラッキーさん Rakki-san?), regizat de Kon Ichikawa
- 1952: Musuko no hanayome (息子の花嫁?), regizat de Seiji Maruyama
- 1952: L'École des échos (山びこ学校 Yamabiko gakkō?), regizat de Tadashi Imai
- 1952: Yagura daiko (やぐら太鼓?), regizat de Masahiro Makino și Eisuke Takizawa
- 1952: Golden Girl (金の卵 Kin no tamago?), regizat de Yasuki Chiba
- 1952: Tōkyō no koibito (東京の恋人?), regizat de Yasuki Chiba - Harumi[11]
- 1952: Sensō yonnin shimai (浅草四人姉妹?), regizat de Kiyoshi Saeki
- 1952: Kekkon annai (結婚案内?), regizat de Toshio Sugie
- 1952: Oka wa hanazakari (丘は花ざかり?), regizat de Yasuki Chiba - Miwako Kozuki
- 1953: Un couple (夫婦 Fūfu?), regizat de Mikio Naruse - Kikuko Nakahara
- 1953: Gendai shojo (現代処女?), regizat de Kōzō Saeki
- 1953: Monsieur Pū (プーサン Pū-san?), regizat de Kon Ichikawa
- 1953: Aijō ni tsuite (愛情について?), regizat de Yasuki Chiba - Tomoko
- 1953: La Jeunesse de Heiji Zenigata (天晴れ一番手柄 青春銭形平次 Seishun Zenigata Heiji?), regizat de Kon Ichikawa
- 1953: Kofuku-san (幸福さん?), regizat de Yasuki Chiba
- 1953: Les Jeunes Filles en fleurs (花の中の娘たち Hana no naka no musumetachi?), regizat de Kajirō Yamamoto
- 1953: Feux pour attirer les moustiques (誘蛾燈 Yūgatō?), regizat de Kajirō Yamamoto
- 1953: Junjō shain (純情社員?), regizat de Tatsuo Saitō
- 1954: Sunetul muntelui (山の音 Yama no oto?), regizat de Mikio Naruse - dra. Tanizaki
- 1954: Wakai hitomi (若い瞳?), regizat de Hideo Suzuki
- 1954: Akuma ga kitarite fue o fuku (悪魔が来りて笛を吹く?), regizat de Sadatsugu Matsuda
- 1954: Calendrier de femmes (女の暦 Onna no koyomi?), regizat de Seiji Hisamatsu
- 1954: Wakamono yo ! Koi o shiro (若者よ！恋をしろ?), regizat de Kiyoshi Saeki
- 1954: Kimi shinitamo koto nakare (君死に給うことなかれ?), regizat de Seiji Maruyama
- 1954: Aku no tanoshisa (悪の愉しさ?), regizat de Yasuki Chiba - Yukiko
- 1954: Kekkonki (結婚記?), regizat de Umetsugu Inoue
- 1955: La lune s'est levée (月は昇りぬ Tsuki wa noborinu?), regizat de Kinuyo Tanaka - Ayako Asai
- 1955: Jokyū (まごころの花ひらく 女給?), regizat de Yasuki Chiba - Junko Itō
- 1955: Morishige no shinnyū shain (森繁の新入社員?), regizat de Kunio Watanabe
- 1955: Morishige no yarikuri shain (森繁のやりくり社員?), regizat de Nobuo Aoyagi
- 1955: Les Baisers (くちづけ Kuchizuke?), ep. 1 regizat de Masanori Kakei - Noriko
- 1955: Asagiri (朝霧?), regizat de Seiji Maruyama
- 1955: Maternité éternelle (乳房よ永遠なれ Chibusa yo eien nare?), regizat de Kinuyo Tanaka - Kinuko
- 1956: Chiemi no hatsukoi chacha musume (チエミの初恋チャチャ娘?), regizat de Nobuo Aoyagi
- 1956: Migotona musume (見事な娘?), regizat de Shunkai Mizuho - Kumiko
- 1956: Le Cœur d'une épouse (妻の心 Tsuma no kokoro?), regizat de Mikio Naruse - Yumiko[12]
- 1956: Morishige yo doko e iku (森繁よ何処へ行く?), regizat de Shunkai Mizuho
- 1956: Aru onna no baai (ある女の場合?), regizat de Shunkai Mizuho - Ranko Fujita
- 1956: Jōshū to tomo ni (女囚と共に?), regizat de Seiji Hisamatsu - Kayo Sagawa
- 1957: Meshiro Sanpei monogatari (目白三平物語 うちの女房?), regizat de Hideo Suzuki - dna. Iida
- 1957: Hayaku kaette-ko (早く帰ってコ?), regizat de Tatsuo Saitō
- 1957: Tokyo da you okkasan (東京だヨおッ母さん?), regizat de Tatsuo Saitō
- 1957: Waga mune ni niji wa kiezu (わが胸に虹は消えず?), regizat de Ishirō Honda - Sayako Muromachi宝
- 1958: Shachō sandaiki (社長三代記?), regizat de Shūei Matsubayashi
- 1958: Zoku shachō sandaiki (続・社長三代記?), regizat de Shūei Matsubayashi
- 1958: Jours de congé à Tokyo (東京の休日 Tōkyō no kyūjitsu?), regizat de Kajirō Yamamoto
- 1959: Suzukake no sanpomichi (すずかけの散歩道?), regizat de Hiromichi Horikawa - Hisako Iwamoto
- 1960: Shin jōdaigaku (新・女大学?), regizat de Seiji Hisamatsu
- 1960: Jiyūgaoka fujin (自由ケ丘夫人?), regizat de Kōzō Saeki
- 1961: Kyūsen man no akarui hitomi (九千万の明るい瞳?), regizat de Nagayoshi Akasaka
- 1973: Un homme en extase (恍惚の人 Kōkotsu no hito?), regizat de Shirō Toyoda - dna. Kihara
- 1981: Little Champion (リトルチャンピオン Ritoru chanpion?), regizat de Nagayoshi Akasaka
- 1994 - Picture Bride, regizat de Kayo Hatta - mătușa Sode[13]

## Legături externe
- Yōko Sugi pe Japanese Movie Database